# Laboratorium Wyobraźni PPNT
Laboratorium Wyobraźni PPNT – pierwsze w Poznaniu centrum nauki będące częścią Poznańskiego Parku Naukowo-Technologicznego. Działa od 2015 roku.

## Oferta
Laboratorium Wyobraźni PPNT składa się z:
- Interaktywnej ekspozycji stałej, tzw. Wystawy Czerwonej[4]
- Interaktywnej ekspozycji czasowej, tzw. Wystawy Zielonej[5]
- Miejsca do samodzielnego eksperymentowania, tzw. Experymentarium
- Planetarium

Obydwie wystawy złożone są z eksponatów, które można samodzielnie uruchomić i za ich pomocą odkryć zagadnienia, związane m.in. z elektrycznością, archeologią, datowaniem radiowęglowym ciśnieniem, optyką, ruchem czy nauką o kolorach. Największym wyróżnikiem Laboratorium Wyobraźni na tle innych centrów nauki w Polsce jest obecność animatora będącego do ciągłej dyspozycji gości, którego rolą jest przystępne wyjaśnianie zjawisk obserwowanych za pomocą eksponatów. Dzięki takiej organizacji zwiedzania, Laboratorium Wyobraźni demokratyzuje dostęp do wiedzy dbając o potrzeby odbiorców na każdym poziomie zaawansowania.
Wystawom tym przypisana jest sala do samodzielnego eksperymentowania, tzw. Experymentarium, w którym odbywają się warsztaty naukowe. Wśród różnorodnych tematów, jakie oferuje Laboratorium Wyobraźni znajdują się zajęcia z robotyki, genetyki, akustyki, chemii, fizyki czy biologii. Zajęcia prowadzone są przez specjalistów z danej dziedziny naukowej, którzy mają doświadczenie dydaktyczne. Forma zajęć dopasowana jest do możliwości poznawczych biorących w nich udział dzieci. W zajęciach mogą brać udział zarówno dzieci, jak i ich opiekunowie. Ideą Experymentarium jest zachęcanie gości do samodzielnego przeprowadzania analiz i badań oraz wyciągania wniosków z obserwowanych zjawisk.
Częścią Laboratorium Wyobraźni jest również Planetarium. Pokazy każdorazowo prowadzi profesjonalny astronom, który przystępnie tłumaczy gościom prawa kosmosu. Planetarium oferuje tematyczne seanse dla dzieci i dorosłych oraz pokazy astronomiczne pozwalające poznać mapę nieba w konkretnym dniu i miejscu na Ziemi.
W Laboratorium Wyobraźni można również zorganizować imprezy urodzinowe dla dzieci.

## Cele działalności
- popularyzacja nauk ścisłych poprzez prezentowanie zagadnień w lekkiej i przystępnej formie
- uzupełnianie i uatrakcyjnianie edukacji szkolnej
- upowszechnianie wyników badań naukowych wśród dzieci i dorosłych
- promocja wynalazków i osiągnięć naukowych
- zachęcanie do samodzielnego poznawania
- nauka krytycznego i logicznego myślenia
- integracja rodzinna i międzypokoleniowa
- ułatwianie dialogu przedstawicieli nauki z odbiorcami i społeczeństwem
- rozpowszechnianie sprawdzonych i naukowo udowodnionych informacji o otaczającym świecie
- demokratyzacja dostępu do wiedzy

## Dostępność
Laboratorium Wyobraźni przeznaczone jest dla grup zorganizowanych, z którymi prowadzone są zajęcia w dni nauki szkolnej. W weekendy i dni wolne od nauki, Laboratorium Wyobraźni otwarte jest dla rodzin i gości indywidualnych. Warsztaty przeznaczone dla dorosłych odbywają się w godzinach popołudniowych zgodnie z harmonogramem.

## Współpraca
Laboratorium Wyobraźni jest członkiem krajowego Porozumienia Społeczeństwo i Nauka "SPiN" oraz europejskiego stowarzyszenia ECSITE (European Network of Science Centres and Museums).

## Udział w wydarzeniach naukowych
Laboratorium Wyobraźni corocznie współorganizuje Poznański Festiwal Nauki i Sztuki, włącza się w inicjatywę SPiN Day, a także oferuje otwarte warsztaty w trakcie Pikniku z Wyobraźnią, największego wydarzenia o charakterze naukowym organizowanego w Poznaniu na świeżym powietrzu.

## Lokalizacja
Laboratorium Wyobraźni znajduje się w Poznaniu, przy ul. Rubież 46 (dzielnica: Naramowice) w siedzibie Poznańskiego Parku Naukowo-Technologicznego.